# 125e brigade de défense territoriale
La 125e brigade de défense territoriale (en ukrainien : 125-та окрема бригада територіальної оборони) est une brigade des forces de défense territoriale ukrainiennes basée à Lviv et dépendant du Commandement opérationnel ouest.

## Historique
La brigade est créée au début du mois de mars 2022, immédiatement après le début de l'invasion russe de l'Ukraine en 2022.
Il est déployé dans le secteur de Kharkiv à l'été 2022. En septembre 2022, avec les 112e et 127e brigades de défense territoriale, elle est assignée pour protéger la ville de Kharkiv et le flanc gauche du déploiement ukrainien lors de la contre-offensive sur Koupiansk et Izioum. À partir d'octobre 2022, la brigade participe ensuite aux affrontements autour de Lyman près des villages de Dibrova, Torske et Yampolivka tandis que les 218e et 219e bataillon sont déployés défendre le secteur de Bakhmout. Le 5 décembre 2022, la brigade a reçu un drapeau de bataille au monastère Saint-Michel-au-Dôme-d'Or.
Les deux bataillons à Bakhmout participent à de violents combats urbains, tenant des positions dans le centre-ville et subit des pertes. En mai 2023, un bataillon de la brigade est toujours déployé dans la zone nord de Bakhmout en soutien avec des bataillons de la 241e brigade de défense territoriale et de la Brigade présidentielle.
Après l'été 2023, la brigade est renvoyée à la frontière russo-ukrainienne entre Kharkiv et Belgorod. En mai 2024 elle est de nouveau engagée dans la défense de l'oblast après une nouvelle offensive. La brigade est alors en proie à une polémique à cause du retrait supposée de ses troupes sans autorisation lors des premiers jours et de la mauvaise préparation de la première ligne. Une enquête est alors ouverte par le SBI qui conduit à la démission du Lieutenant-général Artur Horbenko,. En juillet 2024, la brigade est transférée à l'armée de terre ukrainienne. En 2025, elle est déployée autour de la ville de Toretsk.

## Structure

### Ordre de bataille
En 2024, l'ordre de bataille connu de la brigade est le suivant :
- État-major de la brigade,
  - 
    -  Compagnie de protection du QG

  -  215e bataillon de défense territoriale (unité A7390)
    - Peloton de soutien psychologique[9]
    - service de cybersécurité[10]
    - Aumônerie[11]

  -  216e bataillon de défense territoriale (unité A7391)
  -  217e bataillon de défense territoriale (unité A7392)
    - Unité de reconnaissance[12]
    - Unité de génie[13]
    - Unité de communication[14]
    - Unité médicale[15]

  - 218e bataillon de défense territoriale (unité A7393)
    - Unité de drones de reconnaissance[16]
    - Unité de génie[17]
    - Peloton de communication[18]
    - Unité de logistique[19]
    - Peloton de soutien psychologique[20]

  -  219e bataillon de défense territoriale (unité A7394)
  -  Peloton de drones d'attaque[21] Drone d'attaque « Rubaka »
  -  Compagnie de reconnaissance
  -  Batterie de mortier
  -  Compagnie de support matériel et technique
  -  Compagnie de logistique
  -  Compagnie de génie
  -  compagnie médicale

### Chefs de corps
- 2022-2024 : lieutenant général Artur Horbenko[4],[8]
- Depuis 2024 : Vadim Bondarenko

#### Matériels
La brigade est essentiellement équipés de Pick-up, quelques Humvees et des ZU-23-2 monté pour la lutte antiaérienne.

## Traditions

### Insignes

Insigne de l'unité

Blason de la ville de Lviv

L’insigne de l'unité en 2024 est en forme d'écu azur orné d’or avec une tête dentelée effilée d'or. Au centre se trouve une porte ouverte au lion passant surmonté de trois tours, chacune dotée d’une seule meurtrière et de trois créneaux. La porte ouverte symbolisant l’ouverture et l’hospitalité de la ville de Lviv, où la brigade est basée. La porte et les couleurs reprennent le blason de la ville de Lviv.